# Đổng Trọng Chất
Đổng Trọng Chất (chữ Hán: 董重质, ? – 834), không rõ người ở đâu, tướng lãnh trung kỳ nhà Đường.

## Sự nghiệp
Trọng Chất vốn là con rể của Chương nghĩa tiết độ sứ Ngô Thiếu Thành, làm nha tướng ở Hoài Tây; tính mạnh tợn, có mưu trí, giỏi dùng binh. Khi Ngô Nguyên Tế kháng mệnh triều đình, Trọng Chất là mưu chủ của ông ta, lãnh đại quân chống lại quan quân; quân Hoài Tây nhiều năm đắc thắng, là nhờ mưu của Trọng Chất. Năm Nguyên Hòa thứ 12 (817), quan quân chiếm Yển Thành, Nguyên Tế dốc hết tinh binh giao cho Trọng Chất trấn thủ Hồi Khúc  để kháng cự. Khi ấy Lý Tố thừa cơ xâm nhập Thái Châu, bắt sống Nguyên Tế. Gia đình Trọng Chất ở Thái Châu, Tố vỗ về bọn họ, sai con trai Trọng Chất đem thư gọi ông về. Trọng Chất gặp con, biết đại thế đã mất, bùi ngùi một mình quay về gặp Tố, được đối đãi theo lễ dành cho tân khách. Đường Hiến Tông muốn giết, nhưng Tố xin tha, nên chỉ bị biếm làm Xuân Châu tư hộ tham quân.
Năm sau, được chuyển nhận hàm Thái tử Thiếu chiêm sự, ủy làm Vũ Ninh quân Thu quản khu sứ, còn gia Kim tử. Năm thứ 15 (820), được vào triều, thụ Tả Thần Vũ quân tướng quân, Tri quân sự, kiêm Ngự sử trung thừa. Được thưởng vàng lụa, dự vào nhóm những người có công. Sau đó được thụ Diêm Châu thứ sử, rồi thăng làm Hành doanh tiết độ sứ của Tả hữu Thần Sách cùng các đạo Kiếm Nam, Tây Xuyên, Kiểm hiệu Tả tán kỵ thường thị. Năm Thái Hòa thứ 4 (830), lại chuyển làm Hạ, Tuy, Ngân, Hựu tiết độ sứ. Năm thứ 5 (831), được gia Kiểm hiệu Công Bộ thượng thư. Trọng Chất huấn luyện binh sĩ có phương pháp, nên được người Khương, Nhung sợ phục. Tháng 8 ÂL năm thứ 8 (834), mất, được tặng Thượng thư hữu bộc xạ.